# Rainer Lohmann
Rainer Lohmann ist ein deutscher Umweltchemiker und Professor für Ozeanographie an der University of Rhode Island.

## Akademischer Werdegang
Lohmann machte 1993 das Vordiplom in Biochemie an der Ruhr-Universität Bochum. 1996 schloss er an der École européenne des hautes études des industries chimiques de Strasbourg (EHICS) das Diplomstudium als Chemieingenieur ab. Danach wechselte er nach England, wo er 2000 an der Lancaster University in Umweltchemie promoviert wurde.
2004 wurde er als Assistenzprofessor an die Graduate School of Oceanography der University of Rhode Island berufen. 2009 wurde Lohmann außerordentlicher Professor, 2013 ordentlicher Professor.

## Forschungsschwerpunkte
Lohmanns Forschung konzentriert sich auf biogeochemische Prozesse, Schadstoffe in der Umwelt und deren Auswirkungen auf Ökosysteme und menschliche Gesundheit. Er hat umfangreiche Arbeiten zur Untersuchung von organischen Schadstoffen in der Umwelt durchgeführt und dabei innovative Methoden wie den Einsatz passiver Probenahmesysteme entwickelt. Zudem beschäftigt er sich mit dem Transport, der Verteilung und dem Verbleib von organischen Schadstoffen, insbesondere von PFAS und anderen persistenten organischen Chemikalien.

## Veröffentlichungen und Anerkennungen
Er hat über 200 wissenschaftliche Artikel veröffentlicht und seine Arbeiten wurden mehr als 11.000-mal zitiert.
Lohmann ist Mitherausgeber der Zeitschrift Environmental Toxicology and Chemistry.